# Coordinate bancarie
Le coordinate bancarie sono codici o diciture che permettono di identificare un rapporto di conto corrente esistente presso un istituto bancario. Uno dei documenti più chiari per visualizzare i movimenti di conto corrente identificati con le coordinate bancarie è il conto scalare.

## Caratteristiche generali
Solitamente per identificare in maniera univoca un conto in essere presso una qualunque banca sono necessarie due informazioni: la banca stessa (gruppo bancario e filiale) e il numero di conto corrente. Tuttavia data la scarsa praticità di riferire i nomi delle banche e la difficoltà di immagazzinare tali informazioni nei sistemi informatici, sono stati creati una serie di codici identificativi.
A partire dal 1º gennaio 2008, il codice IBAN (International Bank Account Number), ossia la codifica internazionale che identifica ciascun conto bancario utilizzato per i pagamenti transfrontalieri (es. bonifici), viene utilizzato anche per i pagamenti eseguiti in Italia, al posto delle tradizionali coordinate bancarie (codici ABI e CAB e numero di conto corrente). Il cambiamento è legato all'istituzione dell'Area unica dei pagamenti in euro (Single Euro Payments Area, SEPA): un'area geografica che comprende i Paesi della zona euro, più i restanti stati membri dell'Unione europea, gli stati membri dell'EEA e dell'(EFTA), la Confederazione svizzera, il Principato del Liechtenstein, il Principato di Monaco, dov'è possibile utilizzare la moneta unica europea per i pagamenti elettronici; sono stati successivamente ammessi all'area SEPA la Repubblica di San Marino, lo Stato della Città del Vaticano e il Principato di Andorra. Anche il Regno Unito, dopo la Brexit, per il momento fa parte della SEPA.

## Coordinate bancarie italiane

### Numero di conto corrente
Il numero di conto corrente è un codice alfanumerico composto da dodici caratteri che identifica il conto corrente presso la filiale. Eventuali trattini ("-") o barre ("/") possono tranquillamente essere omessi nella formulazione dei codici nazionali o internazionali. Nel caso il codice sia più corto di 12 caratteri, può essere preceduto da una serie di zeri.

### Codice ABI
Il codice ABI (Associazione Bancaria Italiana) è un numero composto da cinque cifre e rappresenta l'istituto di credito. Nella maggior parte dei casi, il codice inizia con lo zero e solo in pochi casi inizia con l'uno. Ogni banca possiede un codice ABI che viene assegnato proprio dall'Associazione bancaria italiana.

### Codice CAB
Il codice CAB (Codice di Avviamento Bancario) è un numero composto da cinque cifre e rappresenta l'agenzia o specifica filiale dell'istituto di credito identificato dal codice ABI. Con l'accoppiata ABI e CAB quindi si può già facilmente identificare la banca (la specifica sede locale) dove risiede il conto corrente. Può prevedere una sesta cifra (codice di controllo o codice efficienza sportello).

### Codice CIN
Il codice CIN (Control Internal Number) è composto da una sola lettera ed è utilizzato come carattere di controllo: partendo dal codice ABI, dal CAB e dal numero di conto corrente, attraverso una serie di calcoli viene generato il CIN. La mancata corrispondenza del codice CIN indica un errore in uno dei suddetti campi, o nel codice CIN stesso. Per la sua funzione di semplice controllo talvolta può essere tralasciato, e non è comunque indispensabile nell'identificazione di un conto (anche se è di aiuto in caso di errori).

### Codice BBAN
Il codice BBAN (Basic Bank Account Number) è un codice composto da non meno di 23 caratteri che identifica la coordinata bancaria nazionale. È definito per ogni nazione europea dalla rispettiva banca centrale con il solo vincolo di contenere al suo interno una serie di caratteri in grado di identificare la banca alla quale ci si riferisce. In Italia il BBAN è lungo 23 caratteri ed è composto da:
- CIN (1 lettera maiuscola)
- ABI (5 cifre)
- CAB (5 cifre)
- Numero di conto (12 caratteri alfanumerici eventualmente preceduti da zeri nel caso il numero di caratteri sia inferiore a 12)

Per le altre nazioni europee il formato può variare.
| BBAN (italiano) |       |       |                          |
| CIN             | ABI   | CAB   | Numero di conto corrente |
| L               | 12345 | 12345 | 123456789012             |

## Coordinate bancarie internazionali

### Codice BIC (o SWIFT)
Il BIC (Bank Identifier Code) è un codice (codice SWIFT: Worldwide Interbank Financial Telecommunication) utilizzato nei pagamenti internazionali per identificare la Banca del beneficiario secondo lo standard ISO 9362; è disponibile per quasi tutte le banche del mondo e può esser formato da 8 o da 11 caratteri alfanumerici.
È utilizzato, insieme al codice IBAN, per trasferimenti di denaro mediante bonifico internazionale.
Per verificare il codice SWIFT della propria Banca si può consultare il sito ufficiale dell'organizzazione.
Schema SWIFT/BIC:
AAAABBCC[DDD]
Il codice di una banca italiana è, ad esempio BLOPIT22.

### Codice IBAN
Il codice IBAN (International Bank Account Number) è definito a livello internazionale e consiste in:
- 2 lettere maiuscole rappresentanti la Nazione (IT per l'Italia)
- 2 cifre di controllo o CIN Europeo
- il codice BBAN nazionale.

Quindi per l'Italia il codice IBAN è lungo 27 caratteri (sempre maiuscoli e senza caratteri speciali). L'IBAN è dedotto dal numero di conto corrente interno della banca e identifica univocamente un conto corrente a livello mondiale.
| IBAN                                              |                     |                 |                 |                 |                          |
| Sigla internazionale secondo lo standard ISO 3166 | Numeri di controllo | BBAN (italiano) | BBAN (italiano) | BBAN (italiano) | BBAN (italiano)          |
| Sigla internazionale secondo lo standard ISO 3166 | Numeri di controllo | CIN             | ABI             | CAB             | Numero di conto corrente |
| IT                                                | 02                  | L               | 12345           | 12345           | 123456789012             |

Quindi partendo dagli esempi BBAN e IBAN qui sopra si ottiene il codice IBAN (in formato cartaceo):
IT02 L123 4512 3451 2345 6789 012
Dal 1º gennaio 2008 l'uso dell'IBAN è diventato obbligatorio per i bonifici nazionali (in sostituzione delle coordinate bancarie ABI, CAB e numero di conto) e per quelli diretti nell'area SEPA.

### IBAN Elettronico
Il cosiddetto IBAN elettronico è il formato IBAN con le cifre senza alcuno spazio tra di loro. È quello che si deve utilizzare quando si fanno transazioni on line 
(da copiare e incollare nell'apposito campo dell'applicazione); nell'esempio precedente, il corrispondente IBAN elettronico diventa:
IT02L1234512345123456789012
Le app e i portali di home banking solitamente dispongono di un apposito comando che consente di inviare l'IBAN elettronico, ad esempio via e-mail o chat, favorendo così l'uso da parte del destinatario che lo può copiare e incollare nel campo della procedura di pagamento, evitando gli errori formali.

## Esempi
Nota Bene: kk rappresenta la chiave di controllo calcolata sulla base degli altri caratteri IBAN
- Albania (28 caratteri) formato IBAN: ALkk BBBB SSSK CCCC CCCC CCCC CCCC

B = banca, S = filiale, C = numero conto corrente, K = numero di controllo nazionale
- Andorra (24 caratteri) formato IBAN: ADkk BBBB SSSS CCCC CCCC CCCC

B = banca, S = codice banca, C = numero conto corrente
- Arabia Saudita (24) formato IBAN: SAkk BBCC CCCC CCCC CCCC CCCC

B = banca, C = numero conto corrente
- Austria (20) formato IBAN: ATkk BBBB BCCC CCCC CCCC

B = banca, C = numero conto corrente
- Belgio (16) formato IBAN: BEkk BBBC CCCC CCKK

B = banca, C = numero conto corrente, K = numero di controllo nazionale
- Bosnia ed Erzegovina (20) formato IBAN: BAkk BBBS SSCC CCCC CoKK

B = banca, S = sort code, C = numero conto corrente, K = numero di controllo nazionale
- Bulgaria (22) formato IBAN: BGkk BBBB SSSS DDCC CCCC CC

B = codice banca alfanumerico (prime 4 lettere codice SWIFT), S = numero di filiale (BAE), D = tipo conto numerico, C = conto corrente alfanumerico (dal 5 giugno 2006)
- Croazia (21) formato IBAN: HRkk BBBB BBBC CCCC CCCC C

B = banca, C = numero conto corrente
- Cipro (28) formato IBAN: CYkk BBBS SSSS CCCC CCCC CCCC CCCC

B = banca, S = codice banca, C = numero conto corrente
- Repubblica Ceca (24) formato IBAN: CZkk BBBB SSSS SSCC CCCC CCCC

B = banca, S = codice banca, C = numero conto corrente
- Danimarca (18) formato IBAN: DKkk BBBB CCCC CCCC CC

B = banca, C = numero conto corrente
- Estonia (20) formato IBAN: EEkk BBSS CCCC CCCC CCCK

B = banca, S = sort code, C = numero conto corrente, K = numero di controllo nazionale
- Finlandia (18) formato IBAN: FIkk BBBB BBCC CCCC CK

B = banca, numero filiale e tipo conto corrente, C = numero conto corrente, K = numero di controllo nazionale
- Francia (27) formato IBAN: FRkk BBBB BGGG GGCC CCCC CCCC CKK

B = banca, G = codice sportello (filiale), C = numero conto corrente, K = numero di controllo nazionale
- Georgia (22) formato IBAN: GEkk BBCC CCCC CCCC CCCC CC

B = banca, C = numero conto corrente
- Germania (22) formato IBAN: DEkk BBBB BBBB CCCC CCCC CC

B = sort code (Bankleitzahl/BLZ = codice di avviamento bancario), C = numero conto corrente (l'ultima cifra e la chiave di controllo)
- Gibilterra (23) formato IBAN: GIkk BBBB CCCC CCCC CCCC CCC

B = first part of BIC, C = numero conto corrente
- Grecia (27) formato IBAN: GRkk BBB BBBB CCCC CCCC CCCC CCCC

K = numeri di controllo, B = codice banca e numero filiale, C = numero conto corrente
- Groenlandia (18) formato IBAN: GLkk BBBB CCCC CCCC CC

Uguale alla Danimarca eccetto il codice del paese.
- Islanda (26) formato IBAN: ISkk BBBB SSCC CCCC XXXX XXXX XX

B = banca, S = codice banca, C = numero conto corrente, X = numero di identificazione nazionale del titolare
- Isole Fær Øer (18) formato IBAN: FOkk BBBB CCCC CCCC CC

Uguale alla Danimarca eccetto il codice del paese.
- Irlanda (22) formato IBAN: IEkk AAAA BBBB BBCC CCCC CC

I primi 4 caratteri alfanumerici sono la parte iniziale del codice SWIFT. A seguire il codice banca di 6 cifre e il numero conto corrente di 8 cifre, entrambi numerici
- Israele (23) formato IBAN: ILkk BBB NNN CCCCCCCCCCCCC

kk = numero di controllo 2 cifre, B = codice banca 3 cifre, N = codice filiale 3 cifre, C = numero conto corrente 13 cifre (di solito 6 zeri seguiti da un numero di 7 cifre).
Nota: Alcune banche israeliane hanno recentemente cambiato i numeri di conto per i loro clienti, estendendoli da 6 a 7 cifre. Si desidera utilizzare il nuovo numero.
- Italia (27) formato IBAN: ITkk ABBB BBCC CCCX XXXX XXXX XXX

IT = codice del paese, kk = cifre di controllo dell'IBAN o CIN EUR, A = codice CIN BBAN o CIN IT (lettera di controllo, acronimo di "Control Internal Number"), BBBBB = ABI (codice della banca), CCCCC = CAB (codice della filiale), e gli ultimi 12 caratteri rappresentano il numero del conto corrente con tanti zeri iniziali quanti ne mancano per arrivare alla lunghezza di dodici caratteri (es.: CC: 12345678 {\displaystyle \rightarrow } IBAN: ITkk ABBB BBCC CCC0 0001 2345 678). Alcune banche sostituiscono con le lettere CC i primi due zeri del conto corrente (es.: CC: 1234 {\displaystyle \rightarrow } IBAN: ITkkABBBBBCCCCCCC0000001234)
- Lettonia (21) formato IBAN: LVkk BBBB CCCC CCCC CCCC C

Le prime quattro cifre sono le stesse come le prime quattro cifre del codice della Banca SWIFT e le 13 cifre dopo che sono il numero del conto individuale (e possono includere sia lettere che numeri).
- Libano (28) formato IBAN: LBkk BBBB CCCC CCCC CCCC CCCC CCCC

B = banca, C = numero conto corrente
- Liechtenstein (21) formato IBAN: LIkk BBBB BCCC CCCC CCCC C

Uguale alla Svizzera eccetto il codice del paese.
- Lituania (20) formato IBAN: LTkk BBBB BCCC CCCC CCCC

B = banca, C = numero conto corrente
- Lussemburgo (20) formato IBAN: LUkk BBBC CCCC CCCC CCCC

B = banca, C = numero conto corrente
- Macedonia del Nord (19) formato IBAN: MKkk BBBC CCCC CCCC CKK

B = banca, C = numero conto corrente, K = numero di controllo nazionale
- Malta (31) formato IBAN: MTkk BBBB SSSS SCCC CCCC CCCC CCCC CCC

B = prima parte del BIC, S = sort code, C = numero conto corrente
- Mauritius (30) formato IBAN: MUkk BBBB BBSS CCCC CCCC CCCC CCCC CC

B = prima parte del BIC, S = sort code, C = numero conto corrente
- Monaco (27) formato IBAN: MCkk BBBB BGGG GGCC CCCC CCCC CKK

Uguale alla Francia eccetto il codice del paese.
- Montenegro (22) formato IBAN: MEkk BBBC CCCC CCCC CCCC KK

kk = cifre IBAN, B = codice banca, C = numero conto corrente, K = numero di controllo nazionale
- Norvegia (15) formato IBAN: NOkk BBBB CCCC CCK

B = banca, C = numero conto corrente, K = numero di controllo nazionale
- Paesi Bassi (18) formato IBAN: NLkk BBBB CCCC CCCC CC

I primi 4 caratteri alfabetici rappresentano una banca e le ultime dieci cifre un conto.
- Polonia (28) formato IBAN: PLkk BBBB BBBk CCCC CCCC CCCC CCCC

B = banca (1-3 codice banca, 4-7 filiale), C = numero conto corrente, kk = cifre di controllo. Non ci sono lettere nel codice. Il singolo "k" dopo il codice bancario è la cifra di controllo ora ridondante dell'ex sistema, conservato in IBAN.
- Portogallo (25) formato IBAN: PTkk BBBB BBBB CCCC CCCC CCCK K

B = banca (Banca 1-4, 5-8 filiale; alcune banche non identificano il filiale e utilizzano “0000” per cifre 5-8), C = numero conto corrente, K = numero di controllo nazionale. In realtà, dovuta al fatto che il portoghese BBAN utilizza il checksum di convalida stesso come IBAN (ISO 7064 calcolo mod 97-10), l'IBAN portoghese inizia sempre da PT50, seguito dal BBAN 21 cifre (o NIB, Número de Identificação Bancária).
- Regno Unito (22) formato IBAN: GBkk BBBB SSSS SSCC CCCC CC

B = codice banca alfabetico, S = sort code (spesso un filiale specifico), C = numero conto corrente
- Romania (24) formato IBAN: ROkk BBBB CCCC CCCC CCCC CCCC

I primi 4 caratteri alfanumerici rappresentano la Banca; secondo la regola stabilita dalla Banca nazionale rumena, il codice BBBB deve essere lo stesso con i primi 4 caratteri del codice identificativo della banca. Gli ultimi 16 rappresentano la filiale di banca specifica e un conto, alcun modo la banca decide di combinare (in genere i primi 4 tra i 16 identificano il filiale). Alcune banche includono l'identificatore di valuta ISO 4217 da qualche parte nel nome del conto.
- San Marino (27) formato IBAN: SMkk ABBB BBCC CCCX XXXX XXXX XXX

Uguale all'Italia eccetto per il codice del paese
- Serbia (22) formato IBAN: RSkk BBBC CCCC CCCC CCCC KK

B = codice banca, C = № di account, K = numero di controllo nazionale
- Slovacchia (24) formato IBAN: SKkk BBBB SSSS SSCC CCCC CCCC

B = banca, S = sort code, C = numero conto corrente
- Slovenia (19) formato IBAN: SIkk BBBB BCCC CCCC CKK

Le prime 2 cifre BB rappresentano una banca, le successive 3 il filiale. Le ultime due cifre (KK) sono le cifre di controllo. Le cifre di controllo IBAN
- Spagna (24) formato IBAN: ESkk BBBB GGGG KKCC CCCC CCCC

B = codice banca, G=numero ufficio/filiale, K=Cifre di controllo, C = numero conto corrente
- Svezia (24) formato IBAN: SEkk BBB CCCC CCCC CCCC CCCC C

B = codice banca, C = numero conto corrente
- Svizzera (21) formato IBAN: CHkk BBBB BCCC CCCC CCCC C

B = codice banca, C = numero conto corrente
- Turchia (26) formato IBAN: TRkk BBBB BRCC CCCC CCCC CCCC CC

Il numero totale di caratteri alfanumerici, compreso il codice del paese e le cifre di controllo è 26. Le prime 5 cifre rappresentano una banca. Il successivo carattere alfanumerico, riservato per un utilizzo futuro, è impostato a zero. I seguenti 16 caratteri alfanumerici rappresentano la filiale di banca specifici e un conto. La data di inizio di emissione dell'IBAN turco era il 1º settembre del 2005..
- Tunisia (24) formato IBAN: TNkk BBBB BCCC CCCC CCCC CCCC

B = codice banca, C = numero conto corrente
- Ungheria (28) formato IBAN: HUkk BBBB BBBK CCCC CCCC CCCC CCCK

B = banca (1-3 codice banca, 4-7 codice filiale), C = numero conto corrente, K = numero di controllo nazionale